# Djalma Corrêa
Djalma Novaes Corrêa (Ouro Preto, 18 de novembro de 1942 – Rio de Janeiro, 8 de dezembro de 2022) foi um instrumentista (contrabaixo, bateria e tambor) e compositor brasileiro. Formou-se em Salvador, onde estudou percussão e composição na Universidade Federal da Bahia (UFBA) com professores como Walter Smetak, Hans-Joachim Koellreutter, entre outros. Desenvolveu em parceria com o Goethe Institut, o projeto "The German All Stars Old Friend", um festival de jazz do qual reúne músicos alemães aos de outros países.
Faleceu em 8 de dezembro de 2022 aos 80 anos, decorrente de câncer de pâncreas.

## Discografia
- (1978) Gilberto Gil e Djalma Corrêa
- (1978) Baiafro: Musica Popular Brasileira Contemporânea
- (1987) Quarteto Negro (Paulo Moura, Zezé Motta, Djalma Corrêa e Jorge Degas)
- (1980) Djalma Corrêa
- (1984) Djalma Corrêa e Banda Cauim
- (1984) Xingú: Guitar & Percussion
- (1993) The Caju Collection - O Melhor da Música Instrumental Brasileira
- (2001) Jazz Lounge, Volume 3: In a Latin Mood Compilation